# Sam Freeman
Pour les articles homonymes, voir Freeman.
Samuel Douglas Freeman (né le 24 juin 1987 à Houston, Texas, États-Unis) est un lanceur de relève gaucher de la Ligue majeure de baseball.

## Carrière

### Cardinals de Saint-Louis
Joueur évoluant à l'Université du Kansas, Sam Freeman est repêché en 32e ronde par les Cardinals de Saint-Louis en 2008. Évoluant en ligues mineures avec des clubs affiliés à cette franchise, Freeman rate l'entière saison de baseball 2010 à cause d'une opération.
Sam Freeman fait ses débuts dans le baseball majeur le 1er juin 2012 face aux Mets de New York. Il mérite sa première victoire dans les majeures le 13 août 2013 sur les Pirates de Pittsburgh, dans une saison où il n'accorde que 3 points mérités en 12 manches et un tiers lancées pour Saint-Louis. En 2014, il apparaît dans 44 matchs des Cardinals et maintient une excellente moyenne de points mérités de 2,61 en 38 manches de travail, en plus d'ajouter deux victoires à sa fiche.

### Rangers du Texas
Le 28 mars 2015, Saint-Louis échange Freeman aux Rangers du Texas contre un joueur à être nommé plus tard. Il maintient une moyenne de points mérités de 3,05 en 38 manches et un tiers lancées lors de 54 sorties en relève à sa première saison au Texas en 2015.